# Недарчув-Дольни-Кольонія
Недарчув-Дольни-Кольонія (пол. Niedarczów Dolny-Kolonia) — село в Польщі, у гміні Казанув Зволенського повіту Мазовецького воєводства.
Населення — 182 особи (2011).
У 1975-1998 роках село належало до Радомського воєводства.

## Демографія
Демографічна структура станом на 31 березня 2011 року:
|          | Загалом | Допрацездатний вік | Працездатний вік | Постпрацездатний вік |
| -------- | ------- | ------------------ | ---------------- | -------------------- |
| Чоловіки | 99      | 34                 | 58               | 7                    |
| Жінки    | 83      | 26                 | 44               | 13                   |
| Разом    | 182     | 60                 | 102              | 20                   |